# Bělorusko na Zimních olympijských hrách 1994
Bělorusko na Zimních olympijských hrách 1994 v Lillehammeru reprezentovalo 33 sportovců, z toho 21 mužů a 12 žen v 7 sportech.

## Medailisté
| Medaile | Jméno                 | Sport          | Disciplína           |
| ------- | --------------------- | -------------- | -------------------- |
| Stříbro | Světlana Paramyginová | biatlon        | ženy sprint (7,5 km) |
| Stříbro | Igor Železovskij      | rychlobruslení | muži 1000 m          |